# بئر الهمل
بئر الهُمّل (أو جورة الهمل، ويعرف سابقاً باسم بير عنوزي) موقع أثري قديم عبارة عن بئر ضمن تلة لاطئة (أشبه بالهضبة) تقع على بعد 2كم شمال شرقي قرية الكوم إلى الشرق من تدمر في محافظة حمص في سوريا. الموقع عبارة عن بئر محفور ضمن تلة لاطئة أشبه بالهضبة على عمق 25م واسع من الأعلى يضيق باتجاه الأسفل تتراكم داخله سلاسل حتاتية رملية تتوضع ضمنها أكثر من 30 طبقة أثرية على عمق عشرين متر تقريباً. تعود الطبقات الأثرية في الموقع إلى العصور العصر الحجري القديم } الأشولي - اليبرودي – اللفلوازي – الموستيري –السمات العتيلية (باليوليت أعلى) يليه الحجري الوسيط والحجري الحديث. يشتهر الموقع لكونه المكان الذي اكتشفت به أحفورة عظام الجمل العملاق.

## التسمية
الهُمَّل في اللغة هي ضلال الإبل، ويبدو أن التسمية جاءت لاستخدام البئر من قبل البدو القاطنين في المنطقة لسقاية إبلهم.

## الاستكشاف
كان البئر مستخدماً من قبل البدو فيما سبق. لكن كانت أهم البعثات التنقيبية بقيادة كوبلاند اور وسلطان محيسن وب. سانلافيل ومنذ عام 1989 استمرت بعثة أثرية سويسرية بالتنقيبات الممتالية للموقع.

## الوصف والطبقات الأثرية
ويوجد موقع الهمل في حوضة الكوم، وهو عبارة عن بئر بعمق يزيد على 25 م تتوضع حولها أكثر من 23 طبقة أثرية. ويعُتبر هذا الموقع واحداً من أهم المواقع العالمية نظراً لما يقدمه من معطيات ومعلومات قيمة ومتتابعة توضّح تطور ثقافات عصور ما قبل التاريخ وبيئتها. في المستويات الأكثر عمقاً من البئر عُثر على أدوات مصنّعة من شظايا صوانية سميكة (أهمها المكشط اليبرودي) تعود للثقافة اليبرودية المؤرخة بـ (180-150ألف) عام. وفوق هذه الطبقات أمكن تمييز طبقات الثقافة الهُمّليّة التي تتميز بالنصال والحراب الطويلة المشذّبة والتي أُطلقَ عليها اسم الحراب الهُمّليّة وهي أدوات صيد فعالة تؤكد على قِدم تقنيات صنع الحراب في المشرق. ثم تعلوها طبقات العصر الحجرى القديم الأوسط (ثقافة الباليوليت الأوسط) المؤرخة بـ (110-95 ألف) عام، ثم تليها آثار العصر الحجري القديم الأعلى والعصر الحجري الحديث. وإضافةً إلى المكتشفات الحجرية فقد أعطى الموقع مكتشفات عظمية ذات أهمية عالية لفهم المعطيات والدلالات الطبيعية والبيئية والمناخية القديمة في المنطقة من أهمها اكتشاف قطعة من العظم لوحيد القرن، وكذلك فك سفلي لأسد وهو الكشف الأول من نوعه في المنطقة. إن دراسة معطيات التنقيب في كل من موقعي الهُمّل والندوية (عين عسكر) سمحت بإعادة ترتيب مراحل التطور الإنساني والثقافي لعصر الباليوليتيك في الصحراء السورية ضمن إطار (تاريخي – طبقي – بيئي)، وإن اكتشاف بقايا إنسانية هامة من عصر الباليوليتيك المشرقي، وخاصة ما يثبت انتمائه لمجموعة الإنسان المنتصب (هومو إريكتوس Homo erectus) يعيد إطلاق الجدل من جديد حول أصل وهجرة الإنسان القديم.
أعمال البروفسور جون ماري لوتانسورر مع البعثة الفرنسية في موقعي الهُمّل والندوية سمحت باكتشاف ترسبات لحقبة غير معروفة في منطقة الشرق الأوسط بها أدوات صوانية بدائية مصقولة من الوجهين تعود إلى الحقبة الآشولية. والأهم في هذا الاكتشاف حسب البروفسور جون ماري لوتانسورر «هو الاكتشاف في عام 1996 ولأول مرة في منطقة الشرق الأوسط، لبقايا جمجمة إنسان بدائي» هومو ايريكتوس «تعود إلى حوالي 500 أو 600 ألف سنة».
هذا الاكتشاف يقول عنه البروفسور لوتانسورر «يثبت بأن الإنسان البدائي مر من هذه المناطق وإذا كان هذا يعني الشيء الكثير بالنسبة لسوريا وللمنطقة وللإنسانية جمعاء فإن الأوساط العلمية تنتظر نهاية الأبحاث كما يقول مدير متحف وآثار تدمر المهندس وليد أسعد» الدراسات والأبحاث في هذا الإطار ما زالت مستمرة، وما أفادنا به أساتذتنا وما توصلت إليه البعثات العاملة في الكوم يشير إلى أن تواجد الإنسان بالمنطقة قد يتجاوز المليون عام، وهذا رقم ليس سهلا. لذلك ننتظر نتائج البحث العلمي للخروج بنتيجة وتفسيرات تثبت صحة النظرية أو تثبت عكس هذه الافتراضات.

## بئر الهمل: كتاب تاريخ لأكثر من مليون سنة
في قلب البادية السورية، أقامت البعثة الأثرية السويسرية مختبرا ينافس أجود المخابر الجامعية المتخصصة. لكن البروفسور جون ماري لوتانسورر، وبحدس طبيعي، واصل مع زوجته ابتداء من عام 1997 ولكن ضمن بعثة سورية سويسرية، مهمة التنقيب في موقع الهمل، لإيمانه كما يقول" بأن هذا الموقع استثنائي وخارق للعادة.
وهذا ما اتضح فيما بعد من عمل البعثة المشتركة السورية السويسرية، بحيث تبين أن الموقع يحتوي على سلسلة من الحقب التاريخية لعصور ما قبل التاريخ تمتد لأكثر من مليون سنة. وما هو أهم في نظر البروفسور لوتانسورر، كون كل الحقب تقريبا ممثلة في هذه الترسبات «لأن الموقع الوحيد الذي كان مشهورا في منطقة الشرق الأوسط قبل اكتشاف موقع الهمل، وبمثابة مرجعية في هذا المجال هو موقع تابون في جبل الكرمل في فلسطين».
عند الوقوف في الموقع أمام القسم الأول من الترسبات التي يشكل كل منها حقبة زمنية تترواح ما بين 50 الف و 100 الف سنة، والاستماع إلى شروح الأخصائيين، يبدو لك وكأنك تتصفح كتاب تاريخ يمتد من حوالي مليون سنة في طبقاته السفلية إلى يومنا هذا في طبقته العلوية.
وقراءة هذه الصفحات كما يقول البروفسور جون ماري لوتانسورر تسمح "بمعرفة التطور الذي مر به الإنسان، وتطور ما مارسه من زراعة وصيد واكتشاف النار، وما هي الثورات المناخية والهزات الأرضية التي حدثت عبر الزمن. كما يسمح لنا هذا الكتاب بمعرفة المحيط الذي كان يعيش فيه الإنسان وما هي الفترات التي كانت رطبة والأخرى التي كانت جافة، لأن التقلبات المناخية ليست جديدة لأننا عرفنا في الماضي فترات أكثر حرارة وأكثر برودة من اليوم، وهذا التعاقب لفترات مناخية متباينة يقرؤه الخبراء في هذا السجل المفتوح من خلال العثور على آثار هذا الإنسان البدائي المتمركز بالقرب من مصادر المياه في الفترات الجافة، وانعدامها في الفترات الرطبة حيث يعيش في الغابات المجاورة وبالقرب من الأنهار، وهذا ما سيشكل المهمة المنتظرة للمرحلة القادمة من الأبحاث بحيث يُنتظر وضع خارطة توضح توافد وتواجد وتصرفات هذا الإنسان البدائي بالمنطقة
البروفسور جون ماري لوتانسورر أمام طبقات متراكمة في بئر الهمل تمثل كل واحدة منها صفحات تاريخ عريق

## الحقبة الهملية: أو التقدم التكنولوجي لصناعة الأدوات الصوانية
يجمع الخبراء الذين التقينا بهم في عين المكان على القول بأن نوعية الأدوات البدائية لعصور ماقبل التاريخ التي تم العثور عليها في بئر الهمل بحوض الكوم ليس فقط أنها غزيرة وذات نوعية عالية، بل انها صُنعت بشكل فريد من نوعه وفقط في منطقة الشرق الأوسط لحد أن الأوساط العلمية اعتمدت عبارة «هملي» نسبة لبئر الهمل، لوصف هذه التكنولوجيا الجديدة التي استخدمها الإنسان البدائي بالمنطقة للحصول على أدوات ذات جودة وحدة أكثر للجانب المستخدم كسكين.
ويشرح البروفسور جون ماري لوتانسورر «أن الإنسان البدائي كان يستخدم حجر الصوان الذي كان متواجدا بكثرة على بعد حوالي عشر كيلومترات من بئر الهمل، ويجلبه للمنطقة لتصنيع الأدوات. والجديد في هذا التقدم التكنولوجي لصناعة الأدوات أن الإنسان في البداية كان يستخدم قطعة صوانية بوزن كليوغرام لصناعة قطعة واحدة أو قطعتي سكين أو فأس بحافة قاطعة لا تتجاوز 10 أو 20 سنتمرا. وفي الحقبة التالية أي في العهد اليبرودي طور التقنية وأصبح يصنع من نفس الكمية ما بين عشرة إلى عشرين أداة وبحافة قاطعة تتراوح ما بين 50 و 60 سنتمترا. وبالنسبة للتقنية الهملية تمكن الإنسان من تصنيع ما بين 20 و30 قطعة بنفس الكمية من الصوان وبحافة قاطعة تصل إلى 4 أمتار.»
وهذه التقنية الهملية عثر على آثار لها في العديد من المواقع الآثرية في سوريا والعراق وفلسطين والأردن وتعود إلى حقبة تمتد من 150 الف إلى 250 الف سنة قبل الميلاد.
ويشهد البروفسور جون ماري لوتانسورر «أنها المرة الأولى التي سجلت فيها الإنسانية تقدما تكنولوجيا كبيرا في استخدام حجر الصوان لصناعة الأدوات».
حصيلة اللقى التي تم العثور عليها في بئر الهمل أدوات صوانية تشهد على بداية استخدام الإنسان الأول لتقنية التصنيع. ولكن على الرغم من انفراد موقع بئر الهمل، تل عريضة بالكوم، بكونه من المواقع النادرة التي تحتوي على عدة حقب تاريخية في نفس الوقت، إلا أنه يفتقر للفترات الممتدة ما بين 220 الف سنة و 900 الف سنة قبل الميلاد. لكن وجود بعض الأدوات المستخدمة للتقنية «اليبرودية» نسبة إلى منطقة يبرود بالقرب من دمشق والتي تعود إلى حوالي 400 الف سنة قبل الميلاد يقلص الفترة الناقصة إلى ما بين 400 و900 ألف سنة ق.م.
تفسير البروفسور جون ماري لوتانسورر لعدم وجود طبقات تمثل الفترة ما بين 400 و 900 الف سنة "إما أن ترسبات هذه الفترة تمت بالفعل ولكن تم تحطيمها أو أن الترسبات لم تحدث بالمرة وطوال هذه الفترة

## اكتشافالجمل العملاق
ونصل في القسم السفلي للموقع إلى الحقبة الممتدة إلى مليون أو مليون وخمس مائة الف سنة قبل الميلاد بأعمال تنقيب ما زالت متواصلة لاستخراج العديد من عظام الجمال التي تعود إلى حقب قديمة جدا.
ويقول البروفسور جون ماري لوتانسورر «في كل طبقة من هذه الطبقات نجد عظاما لفئة محددة من الجمال، والغالبية فئات غير معروفة لحد الآن». وهذا البحث كلف به الطالب السويسري فابيو الذي يحظر لشهادة الدكتوراه حول أهم عمليات التصنيع في سوريا في العصور القديمة ما بين 800 الف سنة ومليوني سنة.
وحتى هذه الاكتشافات هي محط تحليل وقد تغير النظرية السائدة، والتي تفيد بأن الجمال توافدت قبل عشرة آلاف سنة إلى المنطقة ثم إلى شمال إفريقيا من الأمريكيتين مرورا بآسيا.
تعاني هذه البعثات حسب البروفسور لوتانسورردائما من «ظاهرة الثقل الإداري التي تعرفها العديد من الدول حتى الأوروبية، ومن كثرة تغيير القوانين». فبعد أن كانت تراخيص التنقيب سارية المفعول لخمسة أعوام، أصبح يُطلب اليوم من البعثات تجديدها كل سنة، وهو ما «يضيف أعباء إدارية على البحاثة ومجهودا أكثر للمتابعة والاستفسار أمام مختلف الإدارات»، على حد قوله
ومن الظواهر السلبية الأخرى، هو أن المخبر ومقر إيواء البحاثة والعاملين في البعثة لا زالا يعتمدان على المولدات الكهربائية بشكل محدود نظرا لغياب الوصل بشبكة الكهرباء رغم مرور أعمدة التيار الكهربائي على مسافة تقل عن كيلومتر واحد
ويشير البروفسور السويسري إلى أن المطالبة بالحصول على دعم مالي أو لوجيستي يقود الأطراف المعنية دوما إلى التملص بحكم التركيبة الفدرالية القائمة في سويسرا «فالسلطات الفدرالية توجهك نحو السلطات المحلية وهي بدورها توجهك نحو سلطات الجامعة وهكذا».
وعلى الرغم من الزيارة التي قام بها السيد باسكال كوشبان، وزير الشؤون الداخلية السويسري السابق في عام 2009 إلى منطقة الكوم وإعجابه بما تقوم به هذه البعثة هناك، فإن ذلك لم يسمح بالحصول على هذا الدعم المالي الإضافي المتواضع رغم أن كوشبان صرح - حسبما نُقل عنه - أنه «إذا كنا قد وجدنا أكثر من 60 مليار فرنك لانقاذ مصرف يو بي إس، فكيف لا نجد 100 ألف فرنك لمساعدة فرقة تنقيب أثرية؟»